# Георгиевка (Воронежская область)
Георгиевка (ранее Георгиевская Хава) — село в Панинском районе Воронежской области.
Входит в состав Росташевского сельского поселения.

## География
Село расположено в северной части поселения вдоль берегов балки с притоком реки Правая Хава, на основе которого устроены местные пруды.

### Улицы
- ул. Центральная

## История
Основано в начале XIX века. В 1900 году в селе было 88 дворов, в которых проживали 536 человек, общественное здание две крупорушки, восемь ветряных мельниц, две мелочные и винная лавки.

## Население
| 1859 | 1897 | 2000 | 2005 | 2010 |
| ---- | ---- | ---- | ---- | ---- |
| 462  | ↗517 | ↘177 | ↘141 | ↘117 |